# Акколь (древнее поселение)
Акколь — поселение эпохи нижнего палеолита. Расположено в 170 км к северо-западу от города Тараз и в 13 км к западу от села Акколь. Впервые открыто в 1961 году археологом Х. А. Алпысбаевым. С площади в 200 м² были собраны каменные орудия труда. Многие из них сильно разрушены. Обнаружены обработанные с двух сторон сочки, унифасты, топор, нож, кремень и так далее. Поселение Акколь принадлежит ашельской культуре каменного века.